# Alexander Lange Kielland

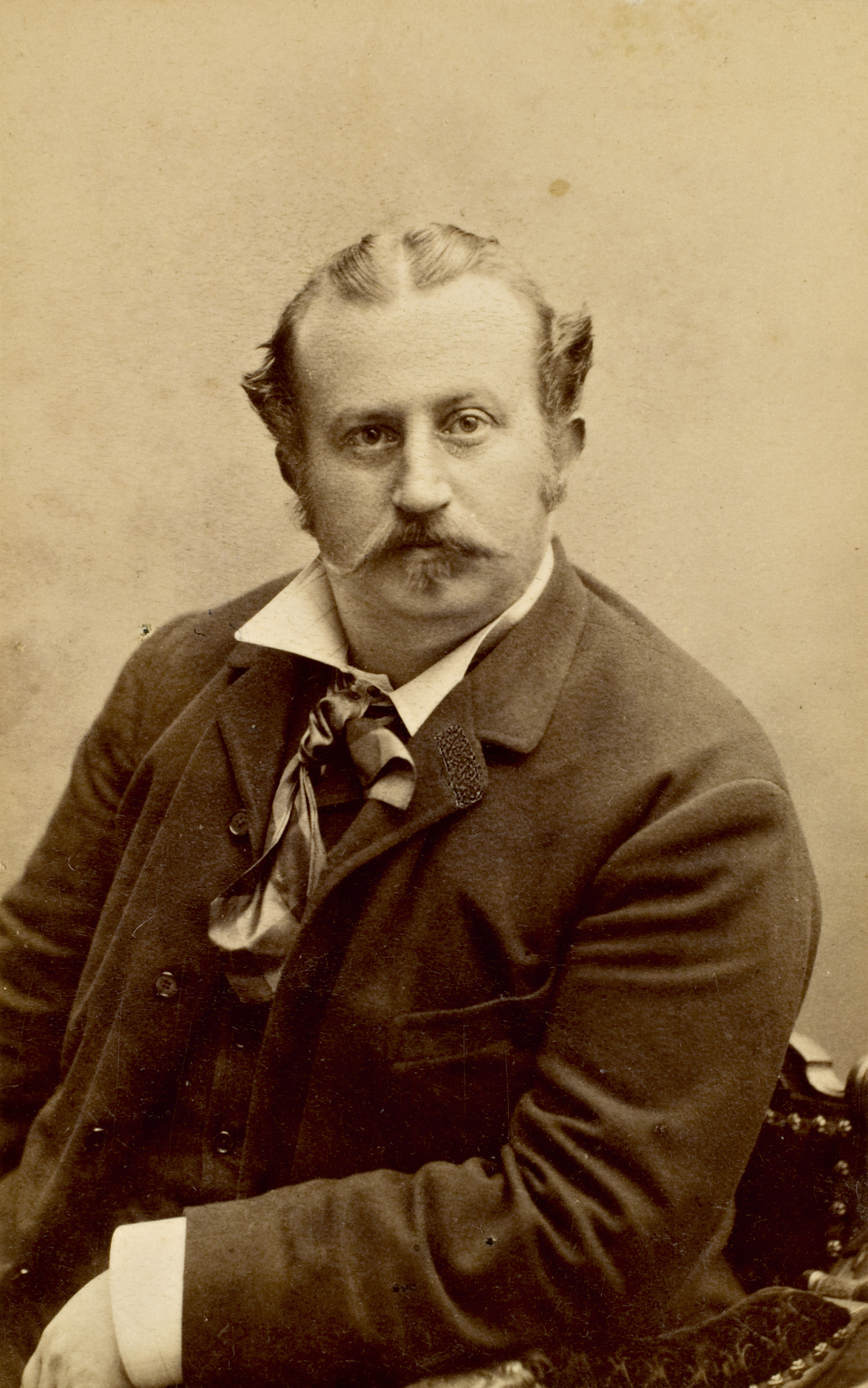
Alexander Kielland

Alexander Lange Kielland (* 18. Februar 1849 in Stavanger; † 6. April 1906 in Bergen) war ein norwegischer Autor.

## Lebenslauf
Alexander L. Kielland stammte aus einem einflussreichen, wohlhabenden Kaufmannsgeschlecht. Sein Vater Jens Zetlitz Kielland war Rentier und Konsul, seine Schwester Kitty Lange Kielland war als Malerin erfolgreich.
Sein Studium der Rechtswissenschaften beendete er 1871 mit dem Staatsexamen in Oslo. Ein Jahr später heiratete er Beate Ramsland und ließ sich in seiner Heimatstadt als Besitzer und Leiter einer kleinen Ziegelei nieder, die er bis 1881 betrieb.
Angespornt von der Idee eigenen literarischen Schaffens, ging er 1878/79 nach Paris, um Autor zu werden. Auf der Weltausstellung begegnete er Bjørnstjerne Bjørnson, der Kiellands Schreibversuche unterstützte und einen Herausgeber für die Kurzprosasammlung Novelletter (1879) fand. Ab 1881 verbrachte er zwei Jahre in der dänischen Hauptstadt Kopenhagen, in der er engen Kontakt zu den Literaturwissenschaftlern Edvard und Georg Brandes hielt. 1885 stand Kielland im Mittelpunkt einer langen Debatte, als ihm das norwegische Storting ein sogenanntes Dichterstipendium verweigerte, welches die Autorenkollegen Jonas Lie und Bjørnstjerne Bjørnson für ihn beantragt hatten. Die norwegischen Volksvertreter sahen die Ruhe und Ordnung im Land durch die inzwischen dezidiert zeitkritischen Schriften Kiellands gefährdet. Drei Jahre später – von 1888 bis 1890 – übernahm er für das Bürgermeisteramt in Stavanger, und ab 1902 war er Bezirksamtmann der Stadt Molde im Fylke Møre und Romsdal. Zwischenzeitlich arbeitete er als Redakteur bei der Zeitung Stavanger Avis. Seit längerer Zeit gesundheitlich belastet, verstarb er am 6. April 1906 in Bergen. 1928 errichtete die Stadt Stavanger ihm ein Denkmal. Der Alexander Kiellands plass in Oslo ist nach ihm benannt.

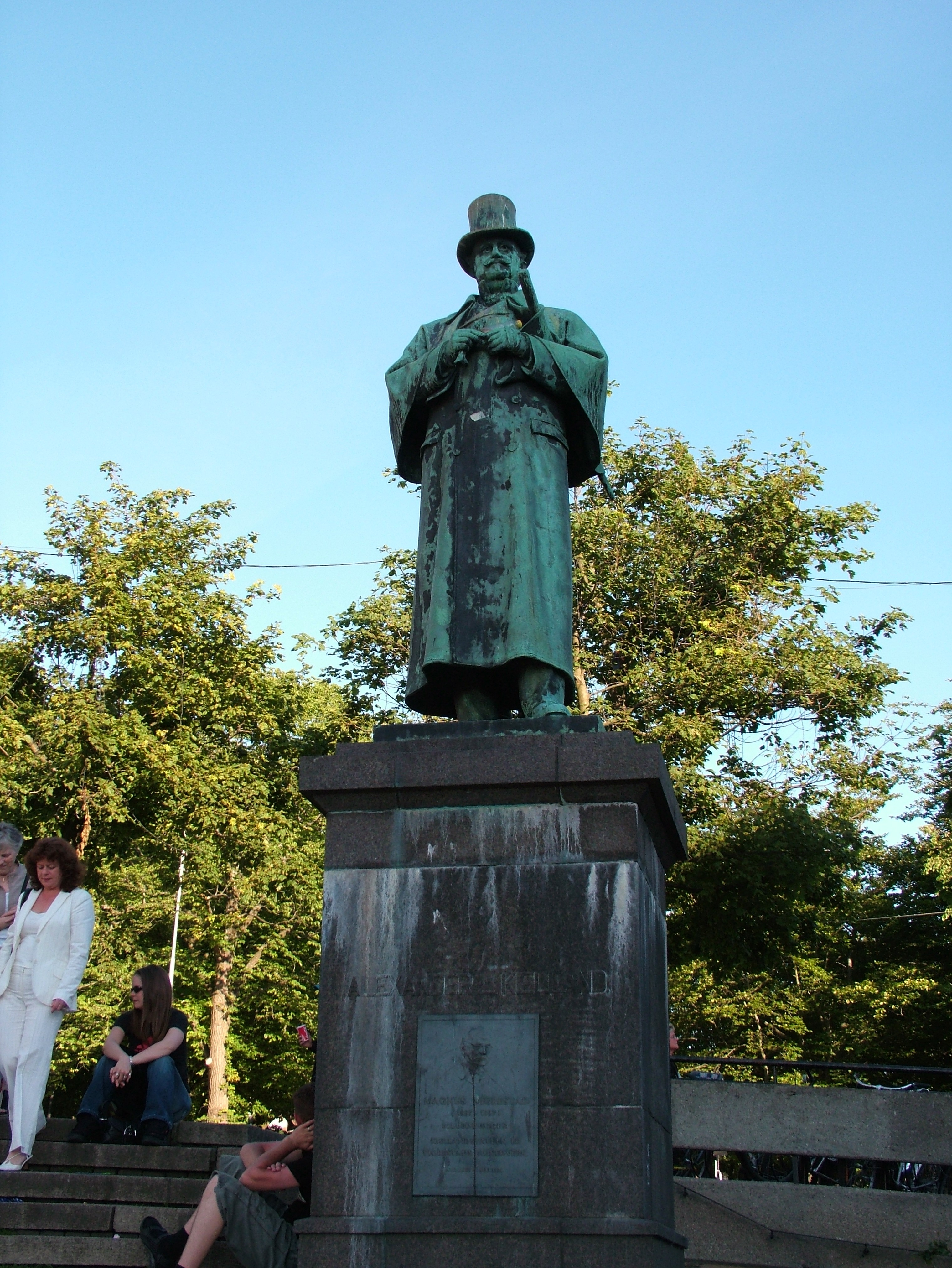
Denkmal von Alexander Kielland in Stavanger

Schon zu seinen Lebzeiten zählte Kielland zu den sogenannten „Großen Vier“ (De fire store) der norwegischen Literatur des 19. Jahrhunderts – neben Henrik Ibsen, Bjørnstjerne Bjørnson und Jonas Lie.

## Literarischer Werdegang
Alexander Lange Kielland gehörte zu den Autoren des Modernen Durchbruchs in Skandinavien, die sich dem konsequenten Realismus verschrieben hatten. Wie seine literarischen Mitstreiter setzte er sich sozialkritisch mit den Klassenunterschieden der damaligen Gesellschaft auseinander. Hauptangriffspunkte seiner Kritik, die er mittels scharfer Kontraste und typisierender Personendarstellungen zum Ausdruck brachte, waren das einseitig ausgerichtete Schulwesen, die herzlose Bürokratie des Beamtentums, die Heuchelei in Kirche und Bürgertum, vor allem jedoch die Kluft zwischen arm und reich. Sein bis heute bekanntester Roman, Garman & Worse (1880), sollte noch Eindruck auf Thomas Mann machen, der in der Tradition Kiellands seine Buddenbrooks zunächst als kollektiven „Kaufmannsroman“ anlegte. Die häufig satirischen Romane Kiellands enthalten neben der Gesellschaftskritik häufig wertvolle kulturhistorische Schilderungen des Wirtschaftslebens seiner engeren Heimat.
Sein relativ schmales Gesamtwerk, das Einflüsse von u. a. Charles Dickens und Iwan Sergejewitsch Turgenew aufweist, entstand in der kurzen Zeitspanne zwischen 1879 und 1891. Gerade mit dem Genre der „Novelletter“ leistete er einen innovativen Beitrag zur norwegischen Literatur, der ihm zu Recht den Ruf eintrug, ein Vorreiter der amerikanischen Short Story zu sein. Kielland wird in Norwegen bis heute für seine stilistische Meisterschaft gerühmt, die er auch als überaus produktiver Briefschreiber entfaltete.

## Werke
- Novelletter, 1879 (Kurzprosa)
- Garman & Worse, 1880 (Roman)
- For Scenen, 1880 (Drama)
- Nye Noveletter, 1880 (Kurzprosa)
- Arbeidsfolk, 1881 (Roman)
- Else, 1881 (Roman)
- Skipper Worse, 1882 (Roman)
- To novelletter fra Danmark, 1882 (Kurzprosa)
- Gift, 1883 (Roman)
- Fortuna, 1884 (Roman)
- Sne, 1886 (Roman), librivox (deutsch)
- Paa Hjemveien, 1886 (Drama)
- Tre Par, 1886 (Drama)
- Sankt Hans Fest, 1887 (Roman)
- Bettys Formynder, 1887 (Drama)
- Professoren, 1888 (Drama)
- Jacob, 1891 (Roman)
- Brev 1869–1906, 4 Bände, 1978–1981 (Edition seiner Briefe)
- Bonjour, Madame. Novellen. Hrsg. von Martin A. Völker, Berlin, Anthea Verlag, 2019.